# Aillevillers-et-Lyaumont
Aillevillers-et-Lyaumont è un comune francese di 1 755 abitanti situato nel dipartimento dell'Alta Saona, nella regione della Borgogna-Franca Contea.

## Società

### Evoluzione demografica
Abitanti censiti